# Phytocoris longipennis
Phytocoris longipennis, auch Langbeinige Laubweichwanze genannt, ist eine Wanzenart aus der Familie der Weichwanzen (Miridae).

## Merkmale
Die Wanzen werden 6,6 bis 7,6 Millimeter lang. Die Arten der Gattung Phytocoris sind auf Grund ihrer langen Schenkel (Femora) der Hinterbeine und dem langen ersten Fühlerglied erkennbar. Nur Miridius quadrivirgatus besitzt diese Merkmale ebenfalls. Bei Phytocoris longipennis ist die schwarze Färbung am Pronotum nicht scharf abgegrenzt und die Körperoberseite ist unregelmäßig schwarz und braun gefleckt. Die blassen Binden auf den Schienen (Tibien) der mittleren Beine sind breiter als die dunklen Binden. Sowohl die Männchen, als auch die Weibchen sind adult voll geflügelt (makropter).

## Vorkommen und Lebensraum
Die Art ist in Europa, mit Ausnahme des Mittelmeerraumes, wo sie lediglich in den Gebirgen im Nordrand auftritt, östlich bis Sibirien, China und Japan verbreitet. In Deutschland und Österreich ist sie weit verbreitet und nicht selten, stellenweise auch häufig. Besiedelt werden vor allem feuchte Lebensräume wie auch Auwälder.

## Lebensweise
Die Wanzen leben zoophytophag an verschiedenen Laubgehölzen, wie etwa Haseln (Corylus), Eichen (Quercus), Eschen (Fraxinus), Weiden (Salix), Weißdornen (Crataegus), Erlen (Alnus), Birnen (Pyrus), Äpfeln (Malus) oder Pappeln (Populus). Tagsüber sitzen die Wanzen auf der Rinde am Stamm, aber auch an dünneren Ästen weiter oben auf den Wirtspflanzen. Die adulten Wanzen kann man von Ende Juni bis in den Oktober, vor allem im Juli und August beobachten.

## Belege